# Darmstadt-Waldkolonie
Die Waldkolonie ist ein Statistischer Bezirk in Darmstadt.
Der statistische Bezirk mit diesem Namen ist genau definiert (siehe hierzu Liste der Stadtteile von Darmstadt). Dieser befindet sich nördlich der Rheinstraße, südlich der Gräfenhäuser Straße und westlich des Hauptbahnhofes und der Gleisfläche der Bahnstrecke Frankfurt am Main–Heidelberg. Im Westen schließen sich jenseits des namensgebenden Westwaldes die Gemarkungen von Griesheim und Weiterstadt an das Gebiet an. Der statistische Bezirk Waldkolonie hat eine Fläche von 448,2 ha und 5781 Einwohner (31. Dezember 2017).
In den Jahren 1911 und 1912 kam es hier zu ersten Ansiedlungen in Form einer Bahnarbeitersiedlung.
In dem statistischen Bezirk befindet sich außerdem die Siedlung Tann, die südlich des Autobahndreiecks Darmstadt liegt (49,87° N, 8,6° O).

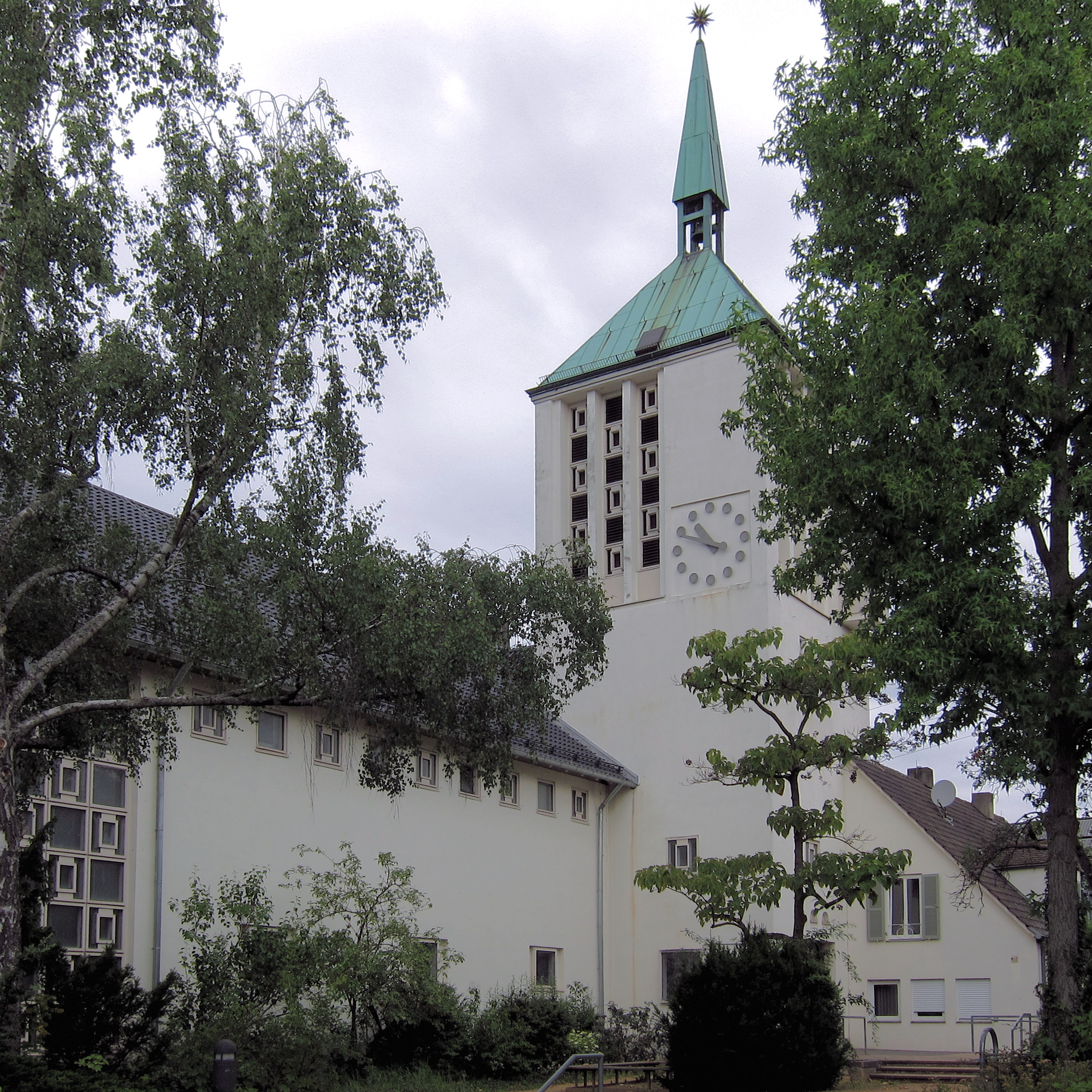
Paul-Gerhardt-Kirche

## Sehenswürdigkeiten
- Bismarckstraßenbrücke
- Ehemaliges HEAG-Umspannwerk
- Emir-Sultan-Moschee
- Europäisches Raumflugkontrollzentrum
- Evangelische Hochschule Darmstadt
- Hauptbahnhof Darmstadt
- Käthe-Kollwitz-Schule
- Mozartturm
- Nuur-ud-Din-Moschee
- Paul-Gerhardt-Kirche
- Waldfriedhof
- Wasserturm

## Regelmäßige Veranstaltungen
- August: Kerb
- 1. Adventswochenende: Weihnachtsmarkt[4]